# Gérard Philipe
Gérard Philipe (Canes, 4 de novembre de 1922 - París, 25 de novembre de 1959) fou un actor francès de cinema i teatre, un dels més famosos de la seva època. Per la seva bellesa física i condicions histriòniques va ser anomenat a França El Príncep dels Actors, convertint-se en una figura de culte. Va morir als 36 anys de càncer de fetge.

## Biografia

### Primers anys de vida
Gérard Albert Philip va néixer el 4 de desembre de 1922 a la vil·la Les Cynanthes de Canes (Alps Marítims), en el si d'una família acomodada, formada per Marcel Philip (1893-1973) que era un adinerat advocat, empresari i propietari de diversos establiments hotelers. a la Costa Blava i a París. La seva mare era Maria Elisa Minou Philip, de soltera Vilette (1894–1970) i tenia un germà gran, Jean, que era un any més gran que ell. La seva mare era filla d'un pastisser establert a Chartres i d'un emigrant txec que venia directament de Praga. Fent Philipe una quarta part d'ascendència txeca de la seva àvia materna. El 1936, el seu pare esdevingué membre de la Lliga Nacionalista de la Croix-de-feu, després s'entusiasmà amb Jacques Doriot i el seu somni de nacional-socialisme à la française, es va unir al Partit Popular francès i esdevingué secretari de la federació de Cannes.
L'any 1928, Gérard era, amb el seu germà Jean, intern a l'institut Stanislas Institutei de Canes dirigit pels Marianistes, on era un bon estudiant. Allà, al començament de la guerra, obté el batxillerat.
Quan era adolescent, Philipe va fer classes d'interpretació abans d'anar a París per estudiar al Conservatoire national supérieur d'art dramatique.
El 1940, la família Philip es va traslladar a Grassa, on Marcel gestionava l'hotel Parc Palace, Grasse. Com a propietari-gerent del Parc palace-hôtel, el seu pare hi va allotjar l'estat major mussolinià el 1940 i després l'estat major nazi el 1943. No obstant això, va ser durant aquest període, a principis dels anys 40, quan molts artistes es van incorporar a la zona franca, amb la Costa Blava esdevenint un rusc d'una intensa activitat.
L'any 1941, Philipe va començar a estudiar dret a Niça, ja que s'esperava que esdevingués advocat com el seu pare, però després de confiar-se a la seva mare, es va plantejar abandonar aquest camí per fer-se actor, un moviment al qual el seu pare es va oposar. El mateix any, el cineasta Marc Allégret va conèixer la Maria, que de tant en tant exercia com a clarividència a l'hotel del seu marit. Sabent que el seu fill somiava ser al teatre, va convèncer el director perquè el fes una audició. Per tant, va fer una audició a Gérard, demanant-li que interpretés una escena d’Étienne, una obra de Jacques Deval on un fill de 17 anys veu frustrada la seva vocació d'actor pel seu pare. L'impressiona una mena de violència […] que ens vam sentir disposats a bullir en qualsevol moment. El cineasta li va aconsellar que s'inscrigués al Centre des jeunes du cinema de Niça, després el va enviar a fer classes de teatre amb Jean Wall i Jean Huet a Cannes.
Philipe ja s'havia matriculat a la facultat de dret de Niça el 1942, però després de conèixer molts artistes refugiats a la Costa Blava, aleshores a la zona franca des del 1940, finalment va prendre la decisió de fer-se actor, amb la seva mare donant-li suport. en aquest esforç.

### Formació
El 1939 va debutar en teatre a Niça. Philipe va fer una audició el 1942 davant de Maurice Cloche per a la pel·lícula d'aventures Les Cadets de l'océan, però no va aconseguir un paper. També va fer un assaig per a Le Blé en herbe al costat de Danièle Delorme, però el projecte va ser censurat pel règim de Vichy. Finalment va debutar al teatre a Une grande fille tout simple, d’André Roussin. L'estrena va tenir lloc l'11 de juliol al Casino de Cannes. L'obra va tenir un gran èxit i va fer una gira pel sud de França, així com per Suïssa. El seu talent ja és apreciat i reconegut pels seus companys.
Per tal de satisfer la superstició de la seva mare, afegeix una e al seu cognom, de manera que el seu nom i cognom ara formen 13 lletres. Un nom que utilitzaria professionalment durant la resta de la seva vida.
Va ser mentre assistia al Conservatori d'Art Dramàtic de París que Philipe va debutar a Niça a l'edat de 19 anys l'11 d'octubre de 1943 a París al Théâtre Hébertot en una producció de Georges Douking., on va interpretar Angel a 'Sodome et Gomorrhe' (1943) de Jean Giraudoux al costat d’Edwige Feuillère, aquesta producció original va ser un èxit comercial i va tenir més de dues-centes representacions. Va ser aquesta actuació la que el va convertir en una estrella. Va ser com a conseqüència del seu èxit als escenaris, que li va fer rebre ofertes de pel·lícules, i en cinc anys aconseguiria fama internacional al cinema.
El 1943, Philipe va fer una gira amb l'obra Une Jeune Fille sais d’André Haguet, que va tenir èxit a París. Va confirmar els seus dots d'actuació. Marc Allégret el va contractar primer per a una silueta a la pel·lícula La Boîte aux rêves, dirigida pel seu germà Yves, després li va donar un petit paper a Petites du quai aux fleurs. La família Philip es va traslladar a la rue de Paradis, al districte 10 de París. Gérard adquireix independència financera i va viure amb Jacques Sigurd a la rue du Dragon, a Saint-Germain-des-Prés. El seu amic, que escriuria molts guions i diàlegs a les pel·lícules en què interpretaria Gérard, el va introduir en la literatura moderna i el va fer conèixer Calígula d'Albert Camus. Va obtenir el seu primer èxit i fama a l'edat de vint anys, en el paper de l'àngel de Sodoma i Gomorra de Jean Giraudoux. El director del teatre, Jacques Hébertot, testimonia: «Des dels primers assajos ens vam adonar que no teníem res a ensenyar a aquest jove actor. Tenia experiència». Malgrat l'èxit, Gérard Philipe es va matricular al Conservatori Nacional d'Art Dramàtic, va fer classes de Denis d'Inès i va guanyar el segon premi de comèdia l'any següent, havent estat admès a concurs tot i ser de primer any. Al Conservatori, l'any 1944 va conèixer el futur poeta Georges Perros amb qui romandria vinculat tota la seva vida.
El febrer de 1943, Philipe va fer redactar un certificat per un metge de Cannes que confirmava que havia patit pleuresia tres anys abans i que el seu estat continuava sent fràgil: 65kg per 1,83m, que li va permetre reformar-se. Un altre certificat es va fer el juny de 1943. Aquesta pleuresia causarà problemes de salut al jove més tard. Si uns quants dels seus amics es van unir a la Resistència, no és segur que Gérard Philipe ho sabés aleshores: les opinions mostrades del senyor Philip els deuen haver fet bastant sospitosos. Gérard Philipe no s'unirà a la Resistència fins a última hora.
Del 20 al 25 d'agost de 1944 va participar en l'Alliberament de París, sobretot des de l'Ajuntament de París, en companyia d'una trentena de persones sota les ordres de Roger Stéphane. A partir d'octubre va fer lliçons de Georges Le Roy “Em va ensenyar a estar dret, amb els genolls estirats, encarant la vida, com un home sa.
El 1945, el seu pare, Marcel, va ser condemnat a In absentia pels seus delictes de col·laboració. Això va donar lloc a la confiscació dels seus béns el 22 de novembre de 1945 per intel·ligència amb l'enemic i pertinença a un grup antinacional. Utilitzant els contactes del seu fill, va poder fugir a Espanya on va ser professor de francès a Barcelona. Gérard, Anne i els seus fills li feien visites freqüents.

## Carrera i estrellat

### Cinema
Philipe va debutar al cinema a Les Petites du quai aux fleurs (1943), dirigida per Marc Allégret, en un paper no acreditat.
Va tenir un paper menor a Box of Dreams (1945) i després va ser el tercer protagonitzat a Land Without Stars (1946) després de Jani Holt i Pierre Brasseur; George Lacombe va escriure i dirigir.
Quan tenia 19 anys, va debutar escènic en un teatre de Niça; i l'any següent la seva forta actuació a l'obra d’Albert Camus Calígula va fer la seva fama.
Philipe va tenir un paper principal a L'idiota (1946), una adaptació de la novel·la de Fiódor Dostoievski, coprotagonitzada per Edwige Feuillère per al director Georges Lampin. Això es va veure en altres països i va establir Philipe com un home líder. Va estar a Ouvert pour cause d'inventaire (1946), un curtmetratge que va ser un dels primers treballs d’Alain Resnais.
Philipe va guanyar fama arran de la seva interpretació a Devil in the Flesh de Claude Autant-Lara (1947), al costat de Micheline Presle. Va ser un gran èxit de taquilla.
Va protagonitzar La Chartreuse de Parme (1948) per al director Christian-Jacque, que va ser fins i tot més popular que Devil in the Flesh. El va seguir amb Such a Pretty Little Beach (1949) per a Yves Allégret; All Roads Lead to Rome (1949), un retrobament amb Presle, per a Jean Boyer; i La Beauté du diable (1950) per René Clair.
Philipe va ser una de les diverses estrelles de la versió de Max Ophüls de La ronda (1950). El va seguir amb una altra pel·lícula d'estrelles, Lost Souvenirs (1951) per a Christian-Jacques.
El 1951, Philipe es va casar amb Nicole Fourcade (1917–1990), una actriu/escriptora, amb qui va tenir dos fills. Va adoptar el pseudònim d'Anne Philipe i va escriure sobre el seu marit en dos llibres, el primer anomenat Souvenirs (1960) i una segona biografia titulada Le Temps d'un soupir (No Longer Than a Sigh, 1963).
Philipe va estar a Juliette, o la clau dels somnis (1951) amb Suzanne Cloutier per a Marcel Carné; Els set pecats capitals (1952), una pel·lícula d'antologia d'estrelles; i Fanfan la Tulipa (1953), una aventura d'esbarjo amb Gina Lollobrigida per a Christian-Jacque que va ser molt popular.
Va estar a Les Belles de nuit (1952), de nou amb Lollobrigida, i Martine Carol, dirigida per Clair; Els orgullosos (1953) amb Michèle Morgan; dues antologies més d'estrelles: It Happened in the Park (1953) i Si Versalles s'expliqués (1954). Philipe va provar una pel·lícula anglesa, Lovers, Happy Lovers! (1954, també conegut com a Knave of Hearts), dirigida per René Clément i coprotagonitzada per Valerie Hobson.
Després va fer The Red and the Black (1954) amb Danielle Darrieux i va tenir un gran èxit amb The Grand Maneuver (1955) per a René Clair, coprotagonitzada per Morgan.
Philipe va fer La millor part (1956) per a Yves Allégret i va ser una de les moltes estrelles de Si Paris nous était conté (1956).
Va escriure, dirigir i protagonitzar Les aventures d'en Till Eulenspiege (1956), una pel·lícula còmica d'aventures.
Va protagonitzar Lovers of Paris (1957) per a Julien Duvivier i Montparnasse 19 (1958) per a Jacques Becker. Va ser una de les moltes estrelles de La Vie à deux (1958) i el més destacat a The Gambler (1958).
L'any 1958 va anar a Nova York i va actuar a Broadway a Lorenzaccio i El Cid. Philipe va interpretar Valmont a la versió moderna de Roger Vadim de Les liaisons dangereuses (1959), apareixent al costat de Jeanne Moreau.
La seva darrera pel·lícula va ser La fièvre monte à El Pao (1960) per a Luis Buñuel.

### Teatre Nacional Popular (TNP)
Es va consagrar el 1945 com el Calígula d'Albert Camus, passant a formar part del Teatre Nacional Popular de Jean Vilar el 1951. Fou una de les figures puntals del Festival d'Avinyó on va actuar i dirigir obres de Shakespeare, Victor Hugo, Corneille, Brecht i en especial com Lorenzaccio d'Alfred de Musset.

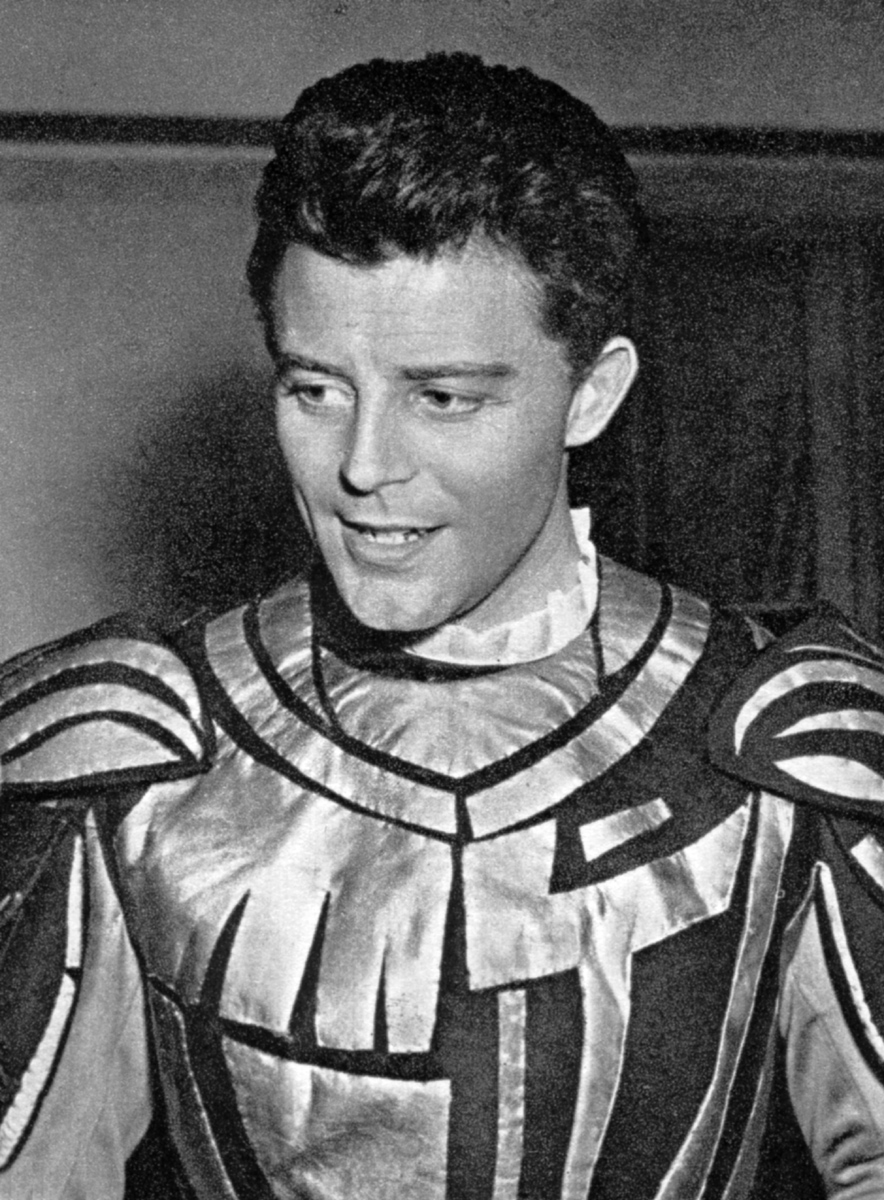
Gérard Philipe el 1954 amb el vestit de Don Rodrigue.

Finalment, al novembre, Gérard Philipe va venir a trobar Jean Vilar a la seva llotja del Théâtre de l'Atelier, després d'una representació d’Enric IV de Luigi Pirandello. En testimonia Vilar: «Mentre em desmaquillava aquella nit, vaig mirar amb de cua d'ull aquest noi famós que no coneixia bé. Alt, dret, amb un gest rar, una mirada clara i franca, la seva presència estava feta alhora de força calma i fragilitat. Li vaig dir que estava preparant el Festival d'Avinyó 1951, és a dir, el cinquè Festival, i que era l'única empresa que li podia assegurar. Immediatament va respondre que seria, per tant, del proper Avinyó. Dos dies més tard, li vaig donar Le Prince de Hombourg. Ell diu que sí. Vaig afegir: I el Cid? Va abaixar el cap, va somriure i després va callar». En efecte, dos anys abans, l'actor havia rebutjat el paper de Rodrigue, per a disgust del director.

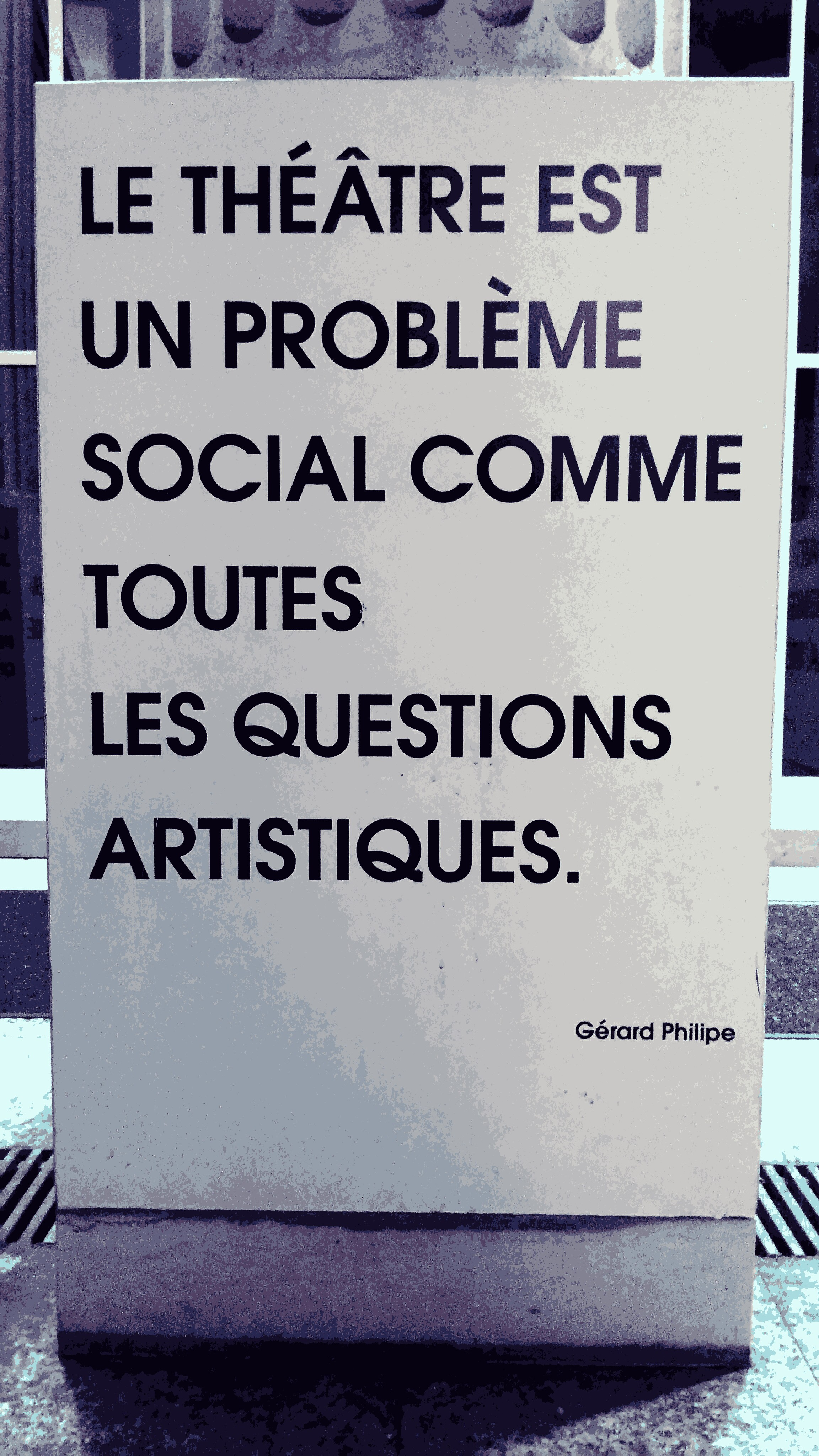
“El teatre és un tema social, com totes les qüestions artístiques”. (Cita de Gérard Philipe sobre un pilar del Théâtre des Abbesses, París.)

Aquesta trobada també va marcar Philipe: Una conversa amb Vilar, les seves observacions sobre el teatre, la seva opinió sobre les obres que vaig cremar per tocar, em van deixar conquerit. Una de les grans qualitats de Vilar és la seva paciència. Jo, estava jugant impacient. Però quan em va fer llegir El príncep d'Hombourg, ja no vaig dubtar a seguir-lo [...] Léon Gischia, decorador i dissenyador de vestuari al costat de Jean Vilar, estava convençut que una de les principals raons que va portar a Philipe a oferir-se a treballar amb Vilar, són aquestes noves relacions, aquest nou contacte que Vilar havia sabut crear amb el seu públic. - aquest públic jove, aquest públic popular que s'havia de convertir en el del TNP i pel qual Gérard ja sentia i maig ha deixat de sentir una necessitat tan profunda.
L'any següent, Jean Vilar va ser nomenat director del Théâtre national populaire (TNP) i va dirigir una troupe formada per joves actors i actrius amb trajectòries prometedores com Philippe Noiret, Jeanne Moreau, Charles Denner o Daniel Sorano. Philipe va declarar: per a mi, el TNP és casa meva, és casa meva. Els assajos de Le Cid i Le Prince de Hombourg van començar el 30 de maig, i després d'un inici difícil Philipe va aconseguir apropiar-se del paper de Rodrigue gràcies a Jean Vilar: «Tot em sembla possible, ja que Vilar, per a la meva gran sorpresa, em va demanar que interpretés. el Cid. Ell ha guanyat, no jo».
L'estrena de Prince de Hombourg va tenir lloc el 15 de juliol al Festival d'Avignon, al pati principal del Palais des Papes El 17, Philipe va resultar ferit durant l'últim assaig general en caure 2,50 metres, afortunadament esmorteït pel seu gruixut vestit. Si es veu obligat a tocar immòbil o assegut durant tot el festival, debilitant considerablement la seva interpretació, la peça és, no obstant això, un triomf. Aquesta experiència reforça la seva vinculació a la comparsa i al projecte de Jean Vilar de fer el teatre accessible a tothom. Léon Gischia creu que «Avinyó haurà estat per a Gérard un matrimoni d'amor amb el seu públic»; aquest públic que Jean li havia preparat i que només l'esperava.
El 29 de setembre Gérard Philipe va signar el seu contracte d'un any amb el TNP, renovable tàcitament. Tot i la seva trajectòria i la seva fama internacional, va assegurar al nou director que està disposat a cobrar una quota més baixa al cinema per no posar en perill el pressupost de la comparsa. El seu sou està fixat en 30.000 francs bruts mensuals (750 € el 2019), als quals s'afegeixen 400 francs per assaig (10 € el 2019). Més tard, Jean Vilar va dir que en vuit anys, Philipe no va demanar cap augment de sou, tracte preferent ni clàusules especials. A més, per fer l'empresa realment democràtica, el seu nom va aparèixer en el seu lloc alfabètic a tots els cartells.
Philippe Noiret va dir al biògraf (i marit de la filla de Philipe, Anne), Jérôme Garcin, que era costum, fins i tot quan els seus companys actors actuaven a la mateixa obra, parar-se a la galeria per admirar l'actuació de Philipe, fascinat per la seva manera de posseir l'escenari.
Va ser copresident del sindicat d'actors francesos, Federation Internationale des Actors, (juntament amb Jean Darcante) en el moment de la seva mort.

## Vida privada
Era fill de Marcel Felip, empresari que durant l'ocupació va afavorir els alemanys. Al final de la guerra va ser jutjat i condemnat a mort per col·laboracionisme amb la República de Vichy. Aconseguí evadir la condemna i exiliar-se a Espanya. El seu fill se situa en el bàndol oposat formant part de la Resistència francesa i afiliant-se al socialisme.
Gérard Philipe el 1951 es va casar amb Nicole Foucard (1917-1990) (que es canviaria el nom pel d'Annie Philipe), Van tenir dos fills Ann-Marie, 1954, i Olivier el 1956.
Va demanar ser enterrat amb el vestuari de l'obra El Cid de Corneille.
Deixa uns quants poemes personals a diversos registres d'obres clàssiques, va escriure i va ser sindicalista en l'Associació d'Actors de França.
El 1954 va gravar l'adaptació radiofònica d'El Petit Príncep d'Antoine de Saint-Exupéry.
El 1990 li fou atorgat el Premi César (l'Oscar francès) pòstumament.
Porten el seu nom els teatres municipals d'Orleans, Montpeller, Meaux, Calais, Champigny-sur-Marne, Saint-Cyr-l'École, Lieja, Saint-Jean-de-Maurienne i Saint-Nazaire i a Berlín. 
Documental biogràfic: Un homme, pas un ange, co-escrit amb Gérard Viotte i Bonal, el 2003.